# Franklin Park, Pennsylvania
Franklin Park là một thị trấn thuộc quận Allegheny, tiểu bang Pennsylvania, Hoa Kỳ. Năm 2010, dân số của thị trấn này là 13470 người.